# Női 5000 méteres gyorskorcsolya az 1994. évi téli olimpiai játékokon
Az 1994. évi téli olimpiai játékokon a gyorskorcsolya női 5000 méteres versenyszámát február 25-én rendezték Hamarban. Az aranyérmet a német Claudia Pechstein nyerte meg. A versenyszámban nem vett részt magyar versenyző.

## Rekordok
A versenyt megelőzően a következő rekord volt érvényben:
| Világrekord     | Gunda Niemann (GER)     | 7:13,29 | Hamar, Norvégia | 1993. december 6. |
| Olimpiai rekord | Yvonne van Gennip (NED) | 7:14,13 | Calgary, Kanada | 1988. február 28. |

A versenyen új rekord nem született.

## Végeredmény
Mindegyik versenyző egy futamot teljesített, az időeredmények határozták meg a végső sorrendet. Az időeredmények másodpercben értendők.
| Helyezés | Versenyző              | Nemzet            | Idő     |
| -------- | ---------------------- | ----------------- | ------- |
| Arany    | Claudia Pechstein      | Németország (GER) | 7:14,37 |
| Ezüst    | Gunda Niemann          | Németország (GER) | 7:14,88 |
| Bronz    | Jamamoto Hiromi        | Japán (JPN)       | 7:19,68 |
| 4.       | Elena Belci            | Olaszország (ITA) | 7:20,33 |
| 5.       | Szvetlana Bazsanova    | Oroszország (RUS) | 7:22,68 |
| 6.       | Ljudmila Prokasova     | Kazahsztán (KAZ)  | 7:28,58 |
| 7.       | Carla Zijlstra         | Hollandia (NED)   | 7:29,42 |
| 8.       | Hasimoto Szeiko        | Japán (JPN)       | 7:29,79 |
| 9.       | Ogaszavara Miki        | Japán (JPN)       | 7:30,47 |
| 10.      | Annamarie Thomas       | Hollandia (NED)   | 7:32,39 |
| 11.      | Tonny de Jong          | Hollandia (NED)   | 7:36,07 |
| 12.      | Hunyady Emese          | Ausztria (AUT)    | 7:38,62 |
| 13.      | Tatyjana Trapeznyikova | Oroszország (RUS) | 7:40,55 |
| 14.      | Cerasela Hordobeţiu    | Románia (ROU)     | 7:41,65 |
| 15.      | Antal Emese            | Ausztria (AUT)    | 7:46,78 |
| 16.      | Ingrid Liepa           | Kanada (CAN)      | 7:49,39 |